# Heber J. Grant
Pour les articles homonymes, voir Grant.
Heber J. Grant (1856-1945) était un dirigeant et homme politique mormon, qui fut le 7e président de l'Église de Jésus-Christ des saints des derniers jours de 1918 à sa mort. Il est le dernier président à avoir pratiqué le mariage plural.

## Jeunesse
Heber J. Grant est né le 22 novembre 1856 de Rachel Ridgeway Ivins Grant et de Jedediah Morgan Grant, à Salt Lake City (Utah).
Son père, Jedediah Grant, a servi comme conseiller dans la Première Présidence de l'Église de Jésus-Christ des Saints des derniers jours sous la présidence de Brigham Young. Toutefois, Jedediah décéda neuf jours après la naissance de Heber, et sa veuve, Rachel, eut une influence dominante dans la vie de Heber. En affaires, Heber J. Grant participa au développement des avenues entourant Salt Lake City. En 1884, il fut mandaté en tant que représentant à l'Assemblée législative territoriale d'Utah.
Dans son enfance, il voulut devenir comptable lorsqu'il apprit que cela lui rapporterait plus que son travail de cireur de chaussures. En ce temps-là, pour être comptable, il fallait savoir calligraphier, mais son écriture était illisible. Il consacra alors des heures à améliorer son écriture et finit par enseigner la calligraphie.

## Présidence

### Mariage plural

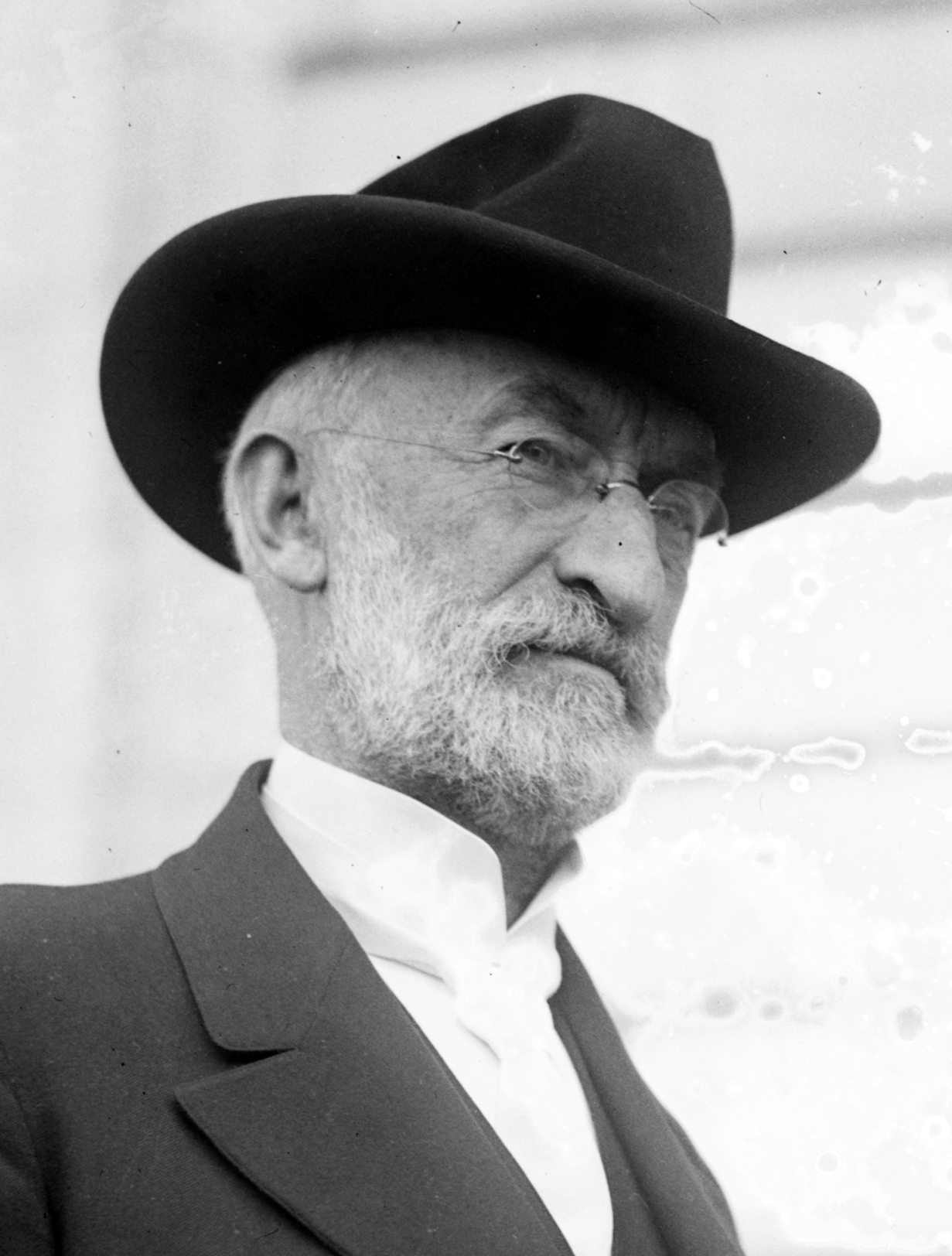
Heber J. Grant, président.

Heber J. Grant a été le dernier Président de l'Église des saints des derniers jours à pratiquer le mariage plural. Il se maria une première fois en 1877 et puis deux autres fois en 1884. Certaines sources suggèrent que les deux derniers mariages furent annulés après le Manifeste du président Wilford Woodruff mettant fin au mariage plural en 1890, mais il n'existe aucune preuve à l'appui.
- Grant épousa Lucy Stringham le 1er novembre 1877. Lucy eu 6 enfants avant sa mort en 1893, après une longue maladie au cours de laquelle Heber l'entoura d'une constante dévotion, comme il l'avait fait tout au long de leur mariage.
- Il épousa Augusta Hulda Winters le 26 mai 1884. Augusta lui donna une fille. Elle accompagna Heber lorsque celui-ci fut envoyé au Japon ouvrir la Mission japonaise en 1901. Elle demeura avec lui jusqu'à sa mort en 1945. Elle décéda en 1952.
- Grant épousa Emily Harris Wells le 27 mai 1884. Emily lui donna 5 enfants avant sa mort en 1908. Elle accompagna Heber lorsqu'il présidait la mission de Grande-Bretagne et la mission européenne en 1903. Le dernier enfant d'Emily naquit en 1899. La même année, Heber plaida coupable de cohabitation illégale et paya une amende de 100 $.

### Organisation du programme d'entraide
Au cours des années 1930, les saints des derniers jours, comme beaucoup d'autres de par le monde, durent affronter le chômage et la pauvreté pendant la grande Dépression. Heber J. Grant enseigna qu'il fallait être autonome et dépendre de son propre labeur plutôt que du gouvernement. En 1936, le président Grant organisa le programme d'entraide de l'Église pour aider les nécessiteux et permettre à tous les saints de devenir autonomes. Il a dit à propos de ce programme : « Notre but était de mettre sur pied, dans la mesure du possible, un système selon lequel la malédiction de l'oisiveté serait éliminée, les maux de l'assistanat abolis, et l'autonomie, l'industrie, l'économie et le respect de soi rétablis parmi notre peuple. Le but de l'Église est d'aider les gens à se tirer d'affaire. Le travail doit retrouver sa place de principe directeur de la vie des membres de l'Eglise. »
J. Reuben Clark, fils, qui fut pendant vingt-huit ans conseiller dans la Première Présidence, a souligné : « Le véritable objectif à long terme du plan d'entraide est de fortifier les membres de l'Église, les donateurs aussi bien que les bénéficiaires, en faisant ressortir tout ce qu'il y a de plus beau tout au fond d'eux-mêmes et en faisant fleurir et parvenir à maturité les richesses latentes de l'esprit. »
Un comité général d'entraide fut créé en 1936 pour superviser les actions d'entraide de l'Église. Harold B. Lee, président du pieu de Pioneer, fut nommé administrateur du comité. Plus tard, on créa les magasins de Deseret Industries pour aider les chômeurs et les handicapés, et on lança des entreprises agricoles et industrielles pour aider les nécessiteux. Le programme d'entraide continue aujourd'hui pour le bénéfice de milliers de personnes, aussi bien les membres de l'Église que d'autres personnes dans la détresse.

### Communication
Le 6 mai 1922, le président Grant inaugura la première station radio de l'Église. Deux ans plus tard, la station commença à émettre les sessions de la conférence générale, ce qui permit à un nombre beaucoup plus grand de membres de l'Église d'entendre les messages des Autorités générales. Peu de temps après, en juillet 1929, le Chœur du Tabernacle mormon inaugurait le programme Music and the Spoken Word (La parole sur les ondes), une émission hebdomadaire de musique assorti de messages spirituels. Ce programme est encore diffusé hebdomadairement à ce jour.

### Rencontre avec le roiOscar II de Suède
Le 4 juillet 1906, Heber J. Grant, alors membre du Collège des douze apôtres, fut reçu en audience par le roi Oscar II de Suède (1829-1907) qui lui tint les propos suivants :
M. Grant, j'ai envoyé mes représentants personnels, à l’insu du peuple, dans presque tous les États de l'Union des États-Unis, pour découvrir comment se portaient mes anciens sujets, et comment ils prospéraient ; et il n'y a aucun État de l'Union où les anciens sujets de la Suède et de la Norvège soient plus satisfaits, plus prospères et plus heureux qu'en Utah. Et tant que je serai roi de Norvège et de Suède, votre peuple aura la liberté religieuse, bien que tous les prêtres et toutes les confessions religieuses soient contre vous.

## Parcours dans l'Église de Jésus-Christ des saints des derniers jours
- 1875 - appelé à servir dans la présidence de la Société d'Amélioration Mutuelle des Jeunes Gens de la 13e paroisse de Salt Lake City
- 1880 - appelé comme secrétaire de la présidence générale de la Société d'Amélioration Mutuelle des Jeunes Gens
- 1880 - appelé comme président du pieu de Tooele (Utah)
- 1882 - ordonné apôtre par George Q. Cannon, de la Première Présidence
- 1883-84 - visite les collectivités d'Amérindiens,
- 1897 - devient membre de la présidence générale de la Société d'Amélioration Mutuelle des Jeunes Gens et directeur commercial du magazine de l'Église intitulé Improvement Era.
- 1901-1906 - organise et préside la première mission de l'Église au Japon
- 1904-1906 - préside la mission britannique et la mission européenne
- 1916 - mis à part comme président du Collège des douze apôtres
- 1918 - mis à part comme président de l'Église de Jésus-Christ des saints des derniers jours
- 1919 - consacre le temple de Laie (Hawaï, USA)
- 1920 - dirige la célébration du centenaire de la Première Vision de 1820 (cf. page sur Joseph Smith)
- 1923 - consacre le temple de Cardson (Alberta, Canada)
- 1924 - préside la première conférence générale diffusée par radio
- 1926 - sous la direction de la Première Présidence, l'Église lance le programme de l'institut de religion
- 1927 - consacre le temple de Meza (Arizona, États-Unis)
- 1930 - préside la célébration du centenaire de l'organisation de l'Église
- 1936 - la Première Présidence établit le Plan de sécurité de l'Église, appelé maintenant Programme d'entraide de l'Église

Le président Heber J. Grant mourut le 14 mai 1945. Seule la durée du ministère de Brigham Young dépasse les vingt-sept années qu'il passa comme président de l'Église

## Citations
Ce dont l'homme a besoin, ce n'est pas de talents (il les a déjà), c'est de buts. Ce n'est pas la capacité de réussir qui lui manque, mais la volonté de travailler
Ce que l'on persiste à faire devient facile, non parce que la nature de l'activité change, mais parce que notre capacité à l'exercer augmente